# 바리스타

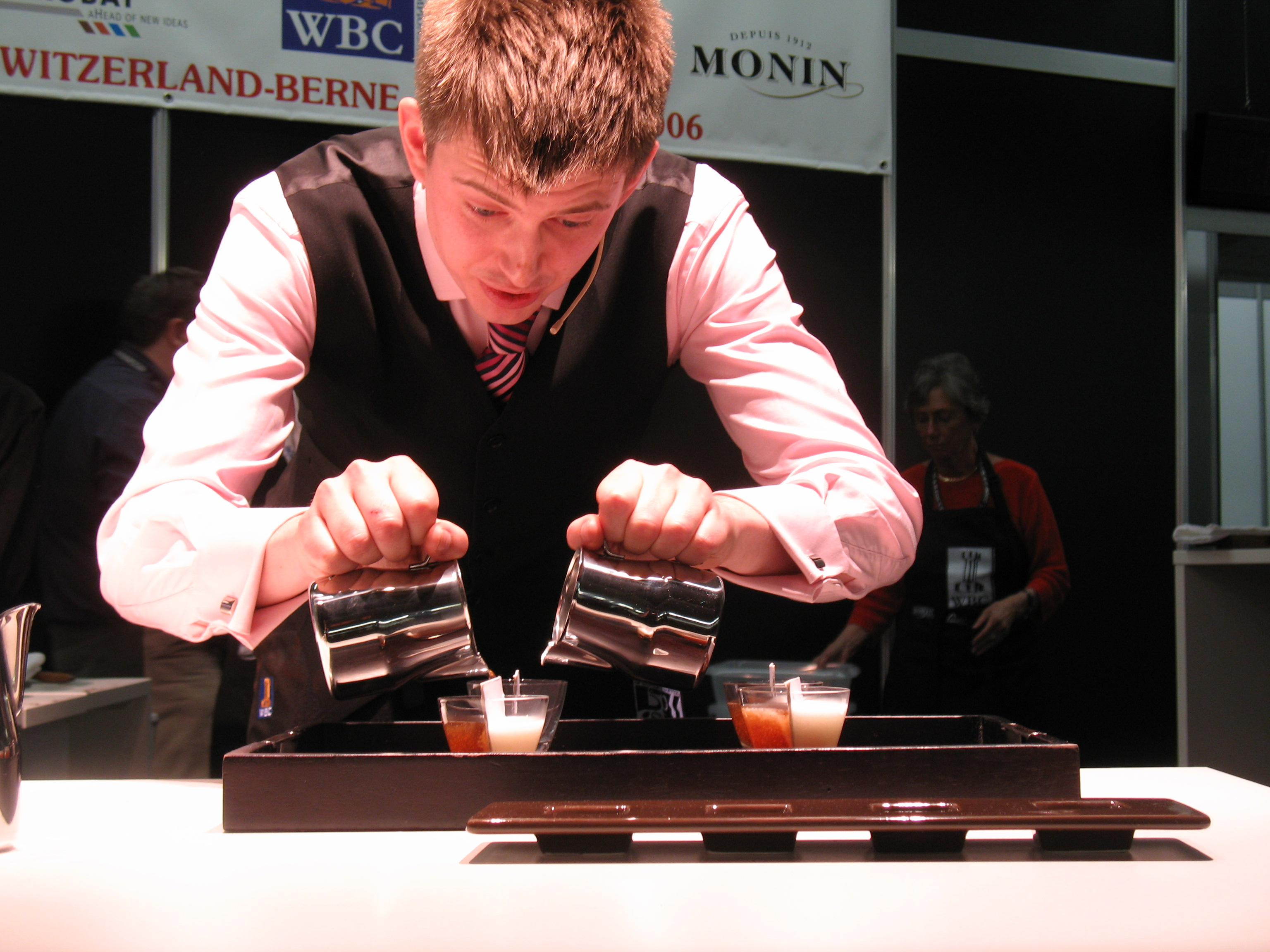
제임스 호프만은 2006년 세계 바리스타 챔피언십에서 우승했다.

바리스타(이탈리아어: barista) 또는 커피 전문가는 에스프레소 커피를 중심으로 커피에 대한 높은 수준의 경험과 지식을 가지고, 원두 로스팅, 그라인딩, 커피 추출, 라떼 아트 등 전문적으로 커피를 만들어 내 는 일을 하는 사람을 말한다. 참고로, 이탈리아어로 bar는 cafe를 뜻하며, barista는 영어의 bartender에 해당하지만, 영미권에서도 barista라는 이탈리아 표현을 더 자주 쓰고 있다.
라떼 아트(latte art)는 라떼 또는 핫초콜릿 등의 음료를 만들 때 표면에 여러 가지 무늬 또는 그림을 만들어 내는 기술을 말한다. 간단한 무늬에서 다양한 그림까지 마시는 사람을 즐겁게 해주기 위한 바리스타의 작품이다.

## 의미
이탈리아어로 '바 안에서 만드는 사람'이라는 뜻이다.

## 활용
학력에는 제한이 없다. 일부 사설학원이나 직업전문학교에 교육 훈련과정을 이수할 수 있다.
최근에는 바리스타들이 전문성을 더 겸비하기 위해 로스터(roaster·생두를 볶는 사람)나 커퍼(cupper·커피의 맛과 품질을 평가하는 사람) 업무까지도 한다.

## 바리스타를 소재로 하는 TV 프로그램
- 커피 프린스 1호점 (MBC 월화 드라마 - 2007년 하반기 방영작)

## 같이 보기
- 소믈리에 바텐더